# Wuchuan
Wuchuan (吴川市S, WúchuānP) è una città-contea della Cina, situata nella provincia del Guangdong e amministrata dalla prefettura di Zhanjiang.